# Mujeres en la agricultura en Afganistán

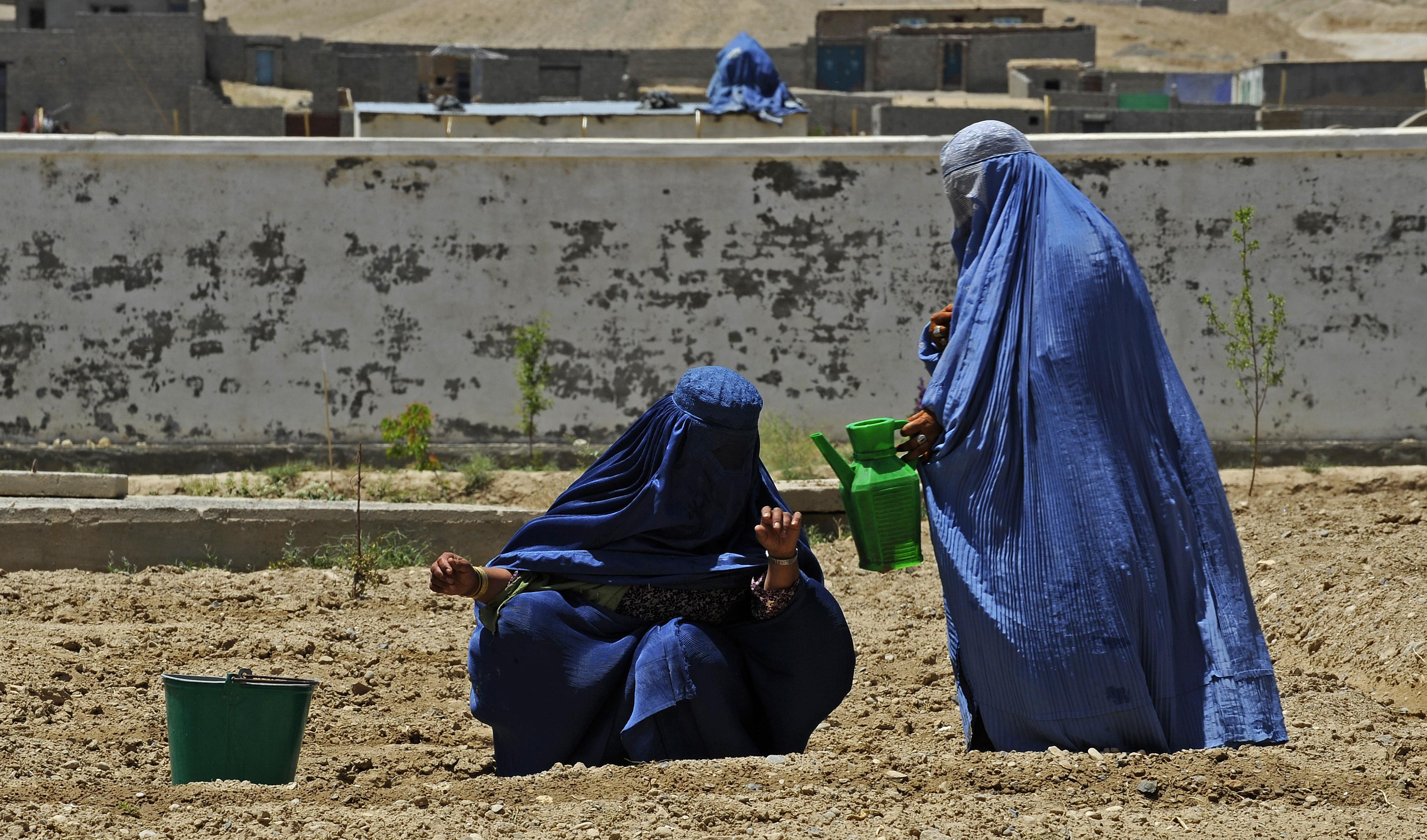
Dos mujeres vestidas con burka trabajando en la agricultura en el Departamento de Asuntos de la Mujer de Qalat, ubicado en la provincia de Zabul en Afganistán.

El papel de las mujeres en la agricultura en Afganistán ha sido determinado por el panorama cultural del país. Las mujeres representan casi la mitad de la fuerza laboral agrícola y ganadera en Afganistán. Las mujeres han contribuido al trabajo agrícola y han ganado dinero o intercambiado bienes por sus contribuciones.

## Historia
Al igual que los Amish en los Estados Unidos, los hombres afganos tradicionalmente dominaban la agricultura en Afganistán, mientras que sus mujeres eran utilizadas ocasionalmente para ayudar en el trabajo de los campos o cuidar el ganado. En Afganistán, la producción de semillas también ha sido tradicionalmente realizada principalmente por agricultores varones.
Las mujeres tienen menores derechos sobre la tierra en Afganistán, aunque la Constitución puede interpretarse para permitirles ser propietarias de tierras y la ley Sharia del Islam contiene disposiciones que permiten a las viudas y las hijas heredar una parte de la tierra. Las mujeres que poseen o administran tierras en ciertas partes del país no pueden venderlas, y la tierra se transmite por herencia. Muchas mujeres también han visto tradicionalmente restringidas sus libertades de movimiento y a menudo no pueden viajar fuera de sus aldeas.

## Agricultura moderna
Hoy en día, las mujeres representan casi la mitad de la fuerza laboral agrícola, aunque en muchas zonas rurales todavía están marginadas. Las contribuciones de las mujeres a la agricultura en Afganistán suelen ser "escasamente recompensadas". Las mujeres contribuyen en gran medida al opio, el ganado y los productos lácteos, pero rara vez reciben un pago. Sin embargo, la participación de las mujeres en la agricultura se considera a menudo "fundamental, no sólo para asegurar una mayor producción agrícola sino también para mejorar la seguridad alimentaria y nutricional". Las mujeres son "una fuerza de estabilidad en sus comunidades". También se las considera agentes de cambio en sus hogares.
Las mujeres han desempeñado un papel decisivo en la organización de sindicatos de agricultores de pequeñas aldeas en Afganistán. El trabajo de las mujeres con los sindicatos agrícolas también ha elevado su estatus en las zonas en las que viven, donde ya no se las conoce como esposas y madres de hombres, sino por su papel en el sindicato. Además, las mujeres han ayudado a introducir nuevos tipos de cultivos en las zonas que cultivan, como repollo, coliflor, tomates y frijoles, que compiten mejor en el mercado.
En Parwan-Bastan, las mujeres han tenido la oportunidad de participar en la producción de semillas y han creado empresas de semillas a nivel local. Fuera de Kabul, desde 2009 implementaron programas de capacitación para mujeres agricultoras. Estos programas permiten a las mujeres ganar su propio dinero y alcanzar la independencia financiera.
Las organizaciones no gubernamentales (ONG), como la Alianza Mundial para el Afganistán (GPFA), han ayudado a las mujeres a participar más en la agricultura. Estas iniciativas han ayudado a revitalizar huertos, construir instalaciones de almacenamiento frigorífico y proporcionar sus productos y fuentes. El Programa Nacional de Solidaridad (NSP), desarrollado por el Ministerio de Rehabilitación Rural y Desarrollo de Afganistán en 2003, también ayudó a las mujeres con sus negocios agrícolas. Ofrece recursos agrícolas a las mujeres, que pueden incluir una subvención para pollos, exenciones fiscales y marketing para sus negocios.

## Discriminación por motivos de género
Algunas mujeres afganas enfrentan dificultades para vender sus productos debido a su género.